# Ізабель Вілкерсон
Ізабель Вілкерсон (англ. Isabel Wilkerson; нар. 1961) — американська журналістка та авторка книг «Тепло інших сонць: епічна історія великої міграції Америки» (2010) та «Каста. Витоки наших невдоволень» (2020). Перша жінка афроамериканського походження, яка здобула Пулітцерівську премію з журналістики.
Вілкерсон була головною редакторкою газети коледжу Університету Говарда, проходила стажування в Los Angeles Times та Washington Post, а також стала керівницею чиказького бюро The New York Times. Крім того, викладала в Університеті Еморі, Принстонському університеті, Північно-Західному університеті та Бостонському університеті.
Вілкерсон опитала понад тисячу людей для книжки «Тепло інших сонць» (2010), яка документує історії афроамериканців, що мігрували до північних та західних міст упродовж XX століття. Її книжка 2020 року «Каста» описує расову ієрархію в Сполучених Штатах як кастову систему. Обидві книжки стали бестселерами.

## Дитинство та освіта
Ізабель Вілкерсон народилася у Вашингтоні, округ Колумбія 1961 року у батьків, які покинули Вірджинію під час Великої міграції народів. Її батько, Олександр Вілкерсон, був одним із льотчиків Таскігі під час Другої світової війни.
Вілкерсон вивчала журналістику в Університеті Говарда та стала головною редакторкою університетської газети «The Hilltop». Під час навчання в коледжі вона проходила стажування у таких виданнях, як Los Angeles Times та The Washington Post.

## Кар'єра
1994 року, як керівниця чиказького бюро газети «Нью-Йорк Таймс», стала першою жінкою афроамериканського походження, яка здобула Пулітцерівську премію з журналістики, отримавши нагороду в номінації найкращий репортаж за висвітлення повеней на Середньому Заході 1993 року та за статтю про 10-річного хлопчика, який опікувався чотирма братами й сестрами. Кілька статей Вілкерсон увійшли до книжки «Пулітцерівські репортажі: вершина американського письма, 1979–2003» за редакцією Девіда Ґарлока.
Вона була професоркою журналістики імені Джеймса М. Кокса в Університеті Еморі, професоркою журналістики імені Ферріса в Принстонському університеті, лекторкою- стипендіаткою програми Кріґера-Вольфа в Північно-Західному університеті, а також професоркою журналістики та директоркою кафедри наративної документальної літератури в Коледжі комунікацій Бостонського університету. Крім того, була членкинею правління Національної програми мистецтва в журналістиці Колумбійського університету.
 
Після п'ятнадцяти років досліджень і письменницької діяльності 2010 року опублікувала книжку «Тепло інших сонць: епічна історія Великої міграції Америки», у якій досліджує три географічні маршрути, що їх зазвичай використовували афроамериканці, які залишали південні штати між 1915 і 1970-ми роками, ілюстровані особистими історіями людей, які обрали ці маршрути. Під час дослідження для книжки Вілкерсон опитала понад 1000 людей, які здійснили міграцію з Півдня до міст Північної та Західної Англії. Книжка майже миттєво потрапила на 5-те місце у списку бестселерів публіцистичної літератури за версією New York Times і відтоді багато рецензентів внесли її до списків найкращих книжок 2010 року, зокрема The New York Times, The Los Angeles Times, The New Yorker, Amazon.com, Salon.com, The Washington Post, The Economist, Atlanta Magazine та The Daily Beast. У березні 2011 року книжка «Тепло інших сонць» отримала премію Національного кола книжкових критиків у категорії нехудожня література. Книжка отримала премію Анісфілд-Вулф  за публіцистику, історичну премію Марка Лінтона, книжкову премію Сідні Гіллмана, премію Гартленда за нехудожню літературу, а також посіла друге місце в номінації «Публіцистика» на Дейтонську літературну премію миру 2011 року.
В інтерв'ю New York Times 2010 року Вілкерсон схарактеризувала себе як частину руху афроамериканців, які вирішили повернутися на Південь після поколінь, які жили на Півночі.
2016 року президент Барак Обама нагородив Вілкерсон Національною медаллю з гуманітарних наук за «популяризацію незаслужено забутої історії».
У книжці Вілкерсон 2020 року «Каста. Витоки наших невдоволень» авторка стверджує, що расову стратифікацію в Сполучених Штатах найкраще розуміти як кастову систему, подібну до тих, що існували в Індії та нацистській Німеччині. У своїй рецензії для The New York Times Двайт Ґарнер назвав її «миттєвою американською класикою і майже напевно ключовою публіцистичною книжкою американського століття на сьогодні». Publishers Weekly назвав «Касту» «потужною та надзвичайно актуальною соціальною історією». Книжку «Каста» обрали для Книжкового клубу Опри, де Опра Вінфрі обговорювала дзвінок авторці після виходу книжки, кажучи: «Я плакала, бо була так зворушена цією книжкою». Рецензент The Chicago Tribune написав, що книжка була «серед найкращих книжок року». Книжка посіла перше місце у списку бестселерів документальної літератури за версією The New York Times. 14 жовтня 2020 року Netflix оголосив, що Ава Дюверней напише сценарій, зрежисує та спродюсує екранізацію «Касти».

## Особисте життя
Вілкерсон була одружена двічі. Вона вийшла заміж за Родеріка Джеффрі Воттса у Форт-Вашингтоні, штат Мериленд, 1989 року. За свого другого чоловіка, Бретта Келлі Гамільтона, вона вийшла заміж 2009 року. Гамільтон помер 2015 року після тривалої хвороби. Він мав рідкісний тип пухлини мозку. Після кількох операцій у нього почалися судоми. Вважається, що саме напад забрав його життя 19 липня 2015 року.

### Книжки
- Тепло інших сонць: Епічна історія Великої міграції Америки (Random House, 2010). ISBN 978-0-679-44432-9
- Каста. Витоки наших невдоволень (Random House, 2020).ISBN 978-0-593-23025-1ISBN 978-0-593-23025-1

### Есеї, колонки та лекції
- «Новий американський читач: останні періодичні есе» за ред. Гілберта Г. Мюллера (McGraw-Hill, 1997)
- «Він вніс різноманіття в дизайн», в «Останнє слово: Книжка некрологів і прощань Нью-Йорк Таймс»: Свято незвичайних життів / під ред. Марвіна Сіґела (Вільям Морроу, 1997)
- «Суперзірки Країни мрій», у номінації «Найкращий американський сценарій до фільму», ред. Джордж Плімптон (St. Martin's Press, 1998)
- Ми, американці: святкування нації, її людей та її минулого /за ред. Томаса Б. Аллена та Чарльза О. Гаймана (National Geographic Society, 1999)
- «Два хлопчики, борг, пістолет, жертва: обличчя насильства», у книжці «Пишучи про світ: осмислення й виклад сучасних проблем» за ред. Чарльза Р. Купера, Сьюзен Пек Макдональд (Macmillan, 2000). ISBN 0-312-26008-3ISBN 0-312-26008-3
- Вписано в історію: Пулітцерівська премія, репортаж XX століття, за ред. Ентоні Льюїса (Times Books, Henry Holt and Company, 2001)
- «Перший син, швидке дорослішання: мужнє життя десятирічного Ніколаса», у книжці «Художньо-публіцистичне письмо для газет і журналів: у пошуках досконалості» за ред. Едварда Джея Фрідлендера та Джона Лі (HarperCollins College Publishers, 1997); та «Принстонська антологія письма» за ред. Джона Макфі та Керол Ріголо (Princeton University Press, 2001)
- Різні статті, «Пулітцерівські репортажі: вершина американського письма, 1979–2003», за ред. Девіда Ґарлока (Видавництво Університету штату Айова, 1998; Wiley-Blackwell; 2-ге видання, 18 квітня 2003 р.)
- « Інтерв'ювання джерел », Звіт з конференції Німана з наративної журналістики весни 2002 року
- «Сходження Анжели Вітікер», у рубриці «Класові питання», кореспонденти The New York Times (Times Books, 2005)
- ««Інтерв’ю: пришвидшена близькість», у книжці «Оповідаючи правдиві історії: посібник для авторів нон-фікшн від Фонду Німана при Гарвардському університеті», за ред. Марка Крамера та Венді Колл (Plume Penguin Books, 30 січня 2007 р.)
- «Стійке існування кастової системи Америки» (обкладинка журналу The New York Times Magazine, 1 липня 2020 р.)[29]

## Нагороди
- 1993: Премія Джорджа С. Полка за регіональну журналістику, у The New York Times
- 1994: Пулітцерівська премія з журналістики за художні статті[30]
- 1994: Нагорода «Журналіст року» від Національної асоціації чорношкірих журналістів
- 1998: Стипендія Ґугґґенгайма[31]
- 2010: Національна премія кола книжкових критиків (нехудожня література), переможець, «Тепло інших сонць»
- 2011: Премія NAACP Image Award за видатний літературний твір – дебютний автор, номінована, «Тепло інших сонць».
- 2011: Переможець книжкової премії Анісфілд-Вулф за книжку «Тепло інших сонць».
- 2015: Національна гуманітарна медаль від Національного фонду гуманітарних наук[32]
- 2020: Лауреат премії Los Angeles Times Book Prize у номінації «Поточний інтерес», «Каста»[33]

Вілкерсон була відзначена почесними докторськими ступенями кількох університетів:
- 1998: Університет Гемлайн
- 2011: Університет ДеПоля[34]
- 2011: Ніагарський університет[35]
- 2012: Університет Говарда[36]
- 2013: Коледж Мюленберга [37]
- 2014: Південний методистський університет[38]
- 2014: Коледж Бейтса[39]
- 2018: Коледж Міддлбері[40]
- 2022: Коледж Сміта[41]
- 2022: Коледж Колбі[42]
- 2022: Північно-Західний університет[43]
- 2023: Коледж Оксидентал[44]

## Спадщина
2023 року Ава Дюверней зняла фільм «Походження» — біографічну драму про Вілкерсон і те, як вона писала книжку «Каста». Головну роль зіграла Онжану Елліс, яка описала Ізабель як «журналістського, літературного Індіану Джонса». Фільм оснований на особистому досвіді Ізабель Вілкерсон, пов'язаному з втратою та дослідженням расової історії у Сполучених Штатах.
Книжка Вілкерсон «Каста. Витоки наших невдоволень» увійшла до списку книжок, які намагалися заборонити в бібліотеках Техасу 2023 року. В інтерв'ю газеті «Oprah Daily» Вілкерсон стверджує, що заборона книжок «привертає більше уваги до необхідності читання та знання нашої історії».

## Переклади українською
2022 року у видавництві «Лабораторія» вийшов український переклад книжи «Каста. Витоки наших невдоволень», перекладачка — Наталія Яцюк. 

## Зовнішні посилання
- Офіційний сайт
- Isabel Wilkerson Tracks Exodus of Blacks from US South - video interview by Democracy Now!
- Time: Isabel Wilkerson on Black America's Immigration Story
- The Lives Gained by Fleeing Jim Crow By Janet Maslin, New York Times Book Review
- Публікації на C-SPAN